# 达喀尔大清真寺
达喀尔大清真寺（阿拉伯语：‎  ) 是塞内加尔达喀尔最重要的宗教建筑之一。它位于Allées Pape Gueye Fall 街上。

## 历史
大清真寺由法国和摩洛哥建筑师设计，于 1964 年由摩洛哥国王哈桑二世和塞内加尔总统莱奥波德·塞达尔·桑戈尔开设。

## 建筑学
内部和外部装饰丰富，风格类似于卡萨布兰卡的穆罕默德五世陵墓。它的宣礼塔高达67米。

## 达喀尔伊斯兰学院

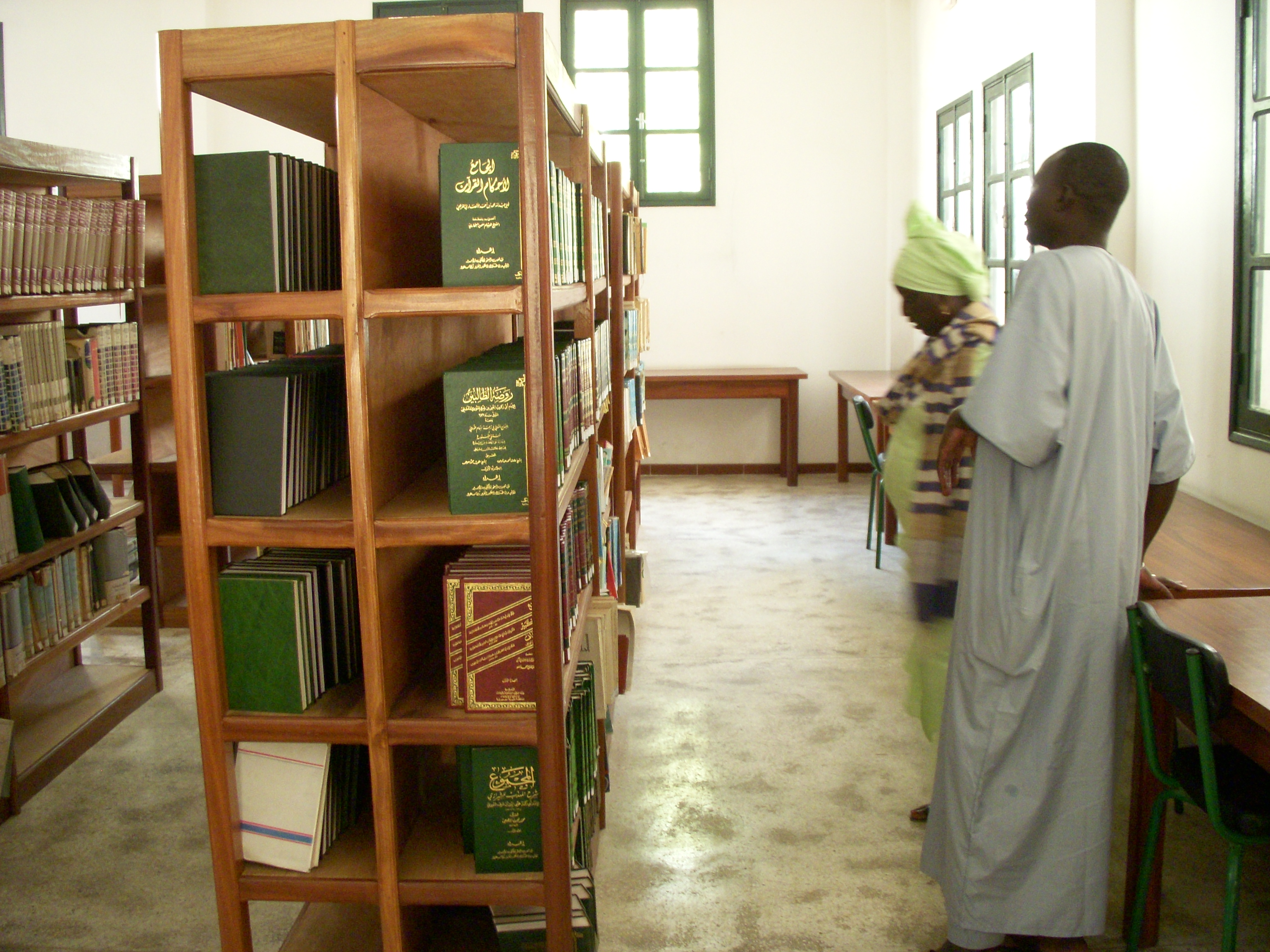
伊斯兰学院图书馆

达喀尔伊斯兰学院 成立于 1964 年，位于大清真寺的围墙中，是由塞内加尔教育部领导的公共机构，致力于伊斯兰研究和教学。该研究所的图书馆以Naef Ben Abdelaziz Al-Saoud王子的名字命名，于 2004 年 10 月 9 日开放。

## 延伸阅读
- A la découverte d'une ville du monde : Dakar(TV5)
- Site de l'Institut islamique de Dakar